# Mistrovství světa ve fotbale hráčů do 17 let 2001
Mistrovství světa ve fotbale hráčů do 17 let 2001 bylo devátým ročníkem tohoto turnaje. Vítězem se stala francouzská fotbalová reprezentace do 17 let.

## Kvalifikace
Na turnaj se kvalifikovaly nejlepší týmy z jednotlivých kontinentálních mistrovství.
| - Afrika (CAF) - Nigérie - Burkina Faso - Mali - Asie (AFC) - Omán - Írán - Japonsko - Severní, Střední Amerika a Karibik (CONCACAF) - USA - Kostarika - Jižní Amerika (CONMEBOL) - Brazílie - Argentina - Paraguay |  | - Evropa (UEFA) - Španělsko - Francie - Chorvatsko - Oceánie (OFC) - Austrálie - Hostitel - Trinidad a Tobago |

## Základní skupiny

### Skupina A
| Tým               | Z | V | R | P | VG | IG | +/- | B |
| ----------------- | - | - | - | - | -- | -- | --- | - |
| Brazílie          | 3 | 3 | 0 | 0 | 10 | 2  | +8  | 9 |
| Austrálie         | 3 | 2 | 0 | 1 | 5  | 1  | +4  | 6 |
| Chorvatsko        | 3 | 1 | 0 | 2 | 3  | 8  | -5  | 3 |
| Trinidad a Tobago | 3 | 0 | 0 | 3 | 2  | 9  | -7  | 0 |

| 13. září 2001 13:00 |        |                                 |                                                                                            |
| Trinidad a Tobago   | 1:2    | Chorvatsko                      | Hasely Crawford Stadium, Port of Spain diváci: 10 500 rozhodčí: Giménez Daniel (Argentina) |
| Blackman 57'        | Report | Kranjčar 43' (pen.), 67' (pen.) | Hasely Crawford Stadium, Port of Spain diváci: 10 500 rozhodčí: Giménez Daniel (Argentina) |

| 14. září 2001 18:00 |        |              |                                                                                               |
| Austrálie           | 0:1    | Brazílie     | Hasely Crawford Stadium, Port of Spain diváci: 10 800 rozhodčí: Benes Michal (Czech Republic) |
|                     | Report | Anderson 76' | Hasely Crawford Stadium, Port of Spain diváci: 10 800 rozhodčí: Benes Michal (Czech Republic) |

| 16. září 2001 13:00 |        |           |                                                                                           |
| Trinidad a Tobago   | 0:1    | Austrálie | Hasely Crawford Stadium, Port of Spain diváci: 25 100 rozhodčí: Alexandru Tudor (Romania) |
|                     | Report | Agius 55' | Hasely Crawford Stadium, Port of Spain diváci: 25 100 rozhodčí: Alexandru Tudor (Romania) |

| 16. září 2001 15:30 |        |                                         |                                                                                            |
| Chorvatsko          | 1:3    | Brazílie                                | Hasely Crawford Stadium, Port of Spain diváci: 25 100 rozhodčí: Sibrian Rodolfo (Slovenia) |
| Prijić 6'           | Report | Bruno 7' Leandro Bomfim 57' Caetano 77' | Hasely Crawford Stadium, Port of Spain diváci: 25 100 rozhodčí: Sibrian Rodolfo (Slovenia) |

| 19. září 2001 17:00                                         |        |                   |                                                                                     |
| Brazílie                                                    | 6:1    | Trinidad a Tobago | Hasely Crawford Stadium, Port of Spain diváci: 26 000 rozhodčí: Issa Hussein (Iraq) |
| Malzoni 7' Caetano 16', 41', 59' James 36' (vl.) Júnior 88' | Report | Forbes 61'        | Hasely Crawford Stadium, Port of Spain diváci: 26 000 rozhodčí: Issa Hussein (Iraq) |

| 19. září 2001 19:30 |        |                               |                                                                                                |
| Chorvatsko          | 0:4    | Austrálie                     | Hasely Crawford Stadium, Port of Spain diváci: 20 228 rozhodčí: Chukwujekwu Chukwudi (Nigeria) |
|                     | Report | Smith 37' Danze 40', 46', 66' | Hasely Crawford Stadium, Port of Spain diváci: 20 228 rozhodčí: Chukwujekwu Chukwudi (Nigeria) |

### Skupina B
| Tým      | Z | V | R | P | VG | IG | +/- | B |
| -------- | - | - | - | - | -- | -- | --- | - |
| Nigérie  | 3 | 3 | 0 | 0 | 8  | 1  | +7  | 9 |
| Francie  | 3 | 2 | 0 | 1 | 11 | 6  | +5  | 6 |
| Japonsko | 3 | 1 | 0 | 2 | 2  | 9  | -7  | 3 |
| USA      | 3 | 0 | 0 | 3 | 3  | 8  | -5  | 0 |

| 14. září 2001 17:00 |        |          |                                                                                  |
| USA                 | 0:1    | Japonsko | Dwight Yorke Stadium, Bacolet diváci: 7 500 rozhodčí: De Oliveira Paulo (Brazil) |
|                     | Report | Abe 43'  | Dwight Yorke Stadium, Bacolet diváci: 7 500 rozhodčí: De Oliveira Paulo (Brazil) |

| 14. září 2001 19:30 |        |                      |                                                                                          |
| Francie             | 1:2    | Nigérie              | Dwight Yorke Stadium, Bacolet diváci: 7 000 rozhodčí: Ramdhan Ramesh (Trinidad & Tobago) |
| Sinama-Pongolle 87' | Report | Shaibu 24' Brown 75' | Dwight Yorke Stadium, Bacolet diváci: 7 000 rozhodčí: Ramdhan Ramesh (Trinidad & Tobago) |

| 16. září 2001 16:00 |        |                                                       |                                                                                          |
| Japonsko            | 0:4    | Nigérie                                               | Dwight Yorke Stadium, Bacolet diváci: 7 500 rozhodčí: Cardoso Batista Lucilio (Portugal) |
|                     | Report | Shaibu 35' Opabunmi 39' Brown 83' Temile 90+1' (pen.) | Dwight Yorke Stadium, Bacolet diváci: 7 500 rozhodčí: Cardoso Batista Lucilio (Portugal) |

| 16. září 2001 18:30                     |        |                                                    |                                                                                  |
| USA                                     | 3:5    | Francie                                            | Dwight Yorke Stadium, Bacolet diváci: 7 000 rozhodčí: Im Eun Ju (Korea Republic) |
| Magee 19' Colombo 28' (vl.) Johnson 75' | Report | Sinama-Pongolle 4', 60', 65' Pietre 31' Meghni 48' | Dwight Yorke Stadium, Bacolet diváci: 7 000 rozhodčí: Im Eun Ju (Korea Republic) |

| 19. září 2001 17:00  |        |     |                                                                               |
| Nigérie              | 2:0    | USA | Dwight Yorke Stadium, Bacolet diváci: 7 500 rozhodčí: Attison Harry (Vanuatu) |
| Shaibu 32' Ayuba 58' | Report |     | Dwight Yorke Stadium, Bacolet diváci: 7 500 rozhodčí: Attison Harry (Vanuatu) |

| 19. září 2001 19:30 |        |                                                     |                                                                                  |
| Japonsko            | 1:5    | Francie                                             | Dwight Yorke Stadium, Bacolet diváci: 7 315 rozhodčí: Gimenez Daniel (Argentina) |
| Yano 67'            | Report | Pietre 11' Sinama-Pongolle 13', 54', 57' Drouin 15' | Dwight Yorke Stadium, Bacolet diváci: 7 315 rozhodčí: Gimenez Daniel (Argentina) |

### Skupina C
| Tým          | Z | V | R | P | VG | IG | +/- | B |
| ------------ | - | - | - | - | -- | -- | --- | - |
| Argentina    | 3 | 2 | 1 | 0 | 9  | 4  | +5  | 7 |
| Burkina Faso | 3 | 1 | 2 | 0 | 4  | 3  | +1  | 5 |
| Španělsko    | 3 | 1 | 0 | 2 | 4  | 6  | -2  | 3 |
| Omán         | 3 | 0 | 1 | 2 | 2  | 6  | -4  | 1 |

| 15. září 2001 16:00 |        |                           |                                                                                                 |
| Omán                | 1:2    | Španělsko                 | Ato Boldon Stadium, Couva diváci: 7 500 rozhodčí: Richard Contreras Samuel (Dominican Republic) |
| Al Hinai 22'        | Report | F. Torres 50' Melli 90+2' | Ato Boldon Stadium, Couva diváci: 7 500 rozhodčí: Richard Contreras Samuel (Dominican Republic) |

| 15. září 2001 18:30               |        |                       |                                                                           |
| Argentina                         | 2:2    | Burkina Faso          | Ato Boldon Stadium, Couva diváci: 7 500 rozhodčí: Attison Harry (Vanuatu) |
| Correa 2' Maxi López 90+2' (pen.) | Report | Sanou 22' Conombo 79' | Ato Boldon Stadium, Couva diváci: 7 500 rozhodčí: Attison Harry (Vanuatu) |

| 17. září 2001 17:00 |        |                  |                                                                                       |
| Španělsko           | 0:1    | Burkina Faso     | Manny Ramjohn Stadium, Marabella diváci: 7 500 rozhodčí: Jakobsson Kristinn (Iceland) |
|                     | Report | Sanou 41' (pen.) | Manny Ramjohn Stadium, Marabella diváci: 7 500 rozhodčí: Jakobsson Kristinn (Iceland) |

| 17. září 2001 19:30 |        |                                            |                                                                                  |
| Omán                | 0:3    | Argentina                                  | Manny Ramjohn Stadium, Marabella diváci: 7 500 rozhodčí: Evehe Divine (Cameroon) |
|                     | Report | Maxi López 10' Tévez 37' Colace 52' (pen.) | Manny Ramjohn Stadium, Marabella diváci: 7 500 rozhodčí: Evehe Divine (Cameroon) |

| 20. září 2001 17:00 |        |              |                                                                             |
| Burkina Faso        | 1:1    | Omán         | Ato Boldon Stadium, Couva diváci: 7 000 rozhodčí: Alexandru Tudor (Romania) |
| Nikiema 22'         | Report | Al-Hinai 33' | Ato Boldon Stadium, Couva diváci: 7 000 rozhodčí: Alexandru Tudor (Romania) |

| 20. září 2001 19:30         |        |                                                          |                                                                              |
| Španělsko                   | 2:4    | Argentina                                                | Ato Boldon Stadium, Couva diváci: 9 300 rozhodčí: Sibrian Rodolfo (Slovenia) |
| Guillem Bauzà 23' Senel 30' | Report | Colace 3' (pen.) Maxi Lopez 57' Zabaleta 72' Aguirre 83' | Ato Boldon Stadium, Couva diváci: 9 300 rozhodčí: Sibrian Rodolfo (Slovenia) |

### Skupina D
| Tým       | Z | V | R | P | VG | IG | +/- | B |
| --------- | - | - | - | - | -- | -- | --- | - |
| Kostarika | 3 | 2 | 0 | 1 | 5  | 2  | +3  | 6 |
| Mali      | 3 | 2 | 0 | 1 | 4  | 2  | +2  | 6 |
| Paraguay  | 3 | 2 | 0 | 1 | 5  | 6  | -1  | 6 |
| Írán      | 3 | 0 | 0 | 3 | 2  | 6  | -4  | 0 |

| 15. září 2001 16:00 |        |                           |                                                                          |
| Mali                | 1:2    | Paraguay                  | Larry Gomes Stadium, Malabar diváci: 4 500 rozhodčí: Issa Hussein (Iraq) |
| Traore 76'          | Report | Lopez 52' Jara 86' (pen.) | Larry Gomes Stadium, Malabar diváci: 4 500 rozhodčí: Issa Hussein (Iraq) |

| 15. září 2001 18:30 |        |                         |                                                                                     |
| Írán                | 0:2    | Kostarika               | Larry Gomes Stadium, Malabar diváci: 6 500 rozhodčí: Chukwujekwu Chukwudi (Nigeria) |
|                     | Report | Alonso 51' Azofeifa 76' | Larry Gomes Stadium, Malabar diváci: 6 500 rozhodčí: Chukwujekwu Chukwudi (Nigeria) |

| 17. září 2001 17:00 |        |                              |                                                                                    |
| Paraguay            | 0:3    | Kostarika                    | Larry Gomes Stadium, Malabar diváci: 3 500 rozhodčí: Benes Michal (Czech Republic) |
|                     | Report | Alonso 75', 84' Azofeifa 82' | Larry Gomes Stadium, Malabar diváci: 3 500 rozhodčí: Benes Michal (Czech Republic) |

| 17. září 2001 19:30 |        |      |                                                                                         |
| Mali                | 1:0    | Írán | Larry Gomes Stadium, Malabar diváci: 3 270 rozhodčí: Ramdhan Ramesh (Trinidad & Tobago) |
| Coulibaly 38'       | Report |      | Larry Gomes Stadium, Malabar diváci: 3 270 rozhodčí: Ramdhan Ramesh (Trinidad & Tobago) |

| 20. září 2001 17:00 |        |                          |                                                                                 |
| Kostarika           | 0:2    | Mali                     | Larry Gomes Stadium, Malabar diváci: 4 000 rozhodčí: De Oliveira Paulo (Brazil) |
|                     | Report | Coulibaly 20' Diarra 33' | Larry Gomes Stadium, Malabar diváci: 4 000 rozhodčí: De Oliveira Paulo (Brazil) |

| 20. září 2001 19:30           |        |                       |                                                                                   |
| Paraguay                      | 3:2    | Írán                  | Larry Gomes Stadium, Malabar diváci: 4 000 rozhodčí: Jakobsson Kristinn (Iceland) |
| Perez Matto 19', 42' Jara 66' | Report | Ahmadzadeh 81', 90+3' | Larry Gomes Stadium, Malabar diváci: 4 000 rozhodčí: Jakobsson Kristinn (Iceland) |

## Play off

### Čtvrtfinále
| 23. září 2001 16:30 |        |                                   |                                                                                          |
| Brazílie            | 1:2    | Francie                           | Dwight Yorke Stadium, Bacolet diváci: 7 500 rozhodčí: Ramdhan Ramesh (Trinidad & Tobago) |
| Alberoni 70'        | Report | Sinama-Pongolle 38' Le Tallec 40' | Dwight Yorke Stadium, Bacolet diváci: 7 500 rozhodčí: Ramdhan Ramesh (Trinidad & Tobago) |

| 23. září 2001 19:30                         |        |            |                                                                                    |
| Nigérie                                     | 5:1    | Austrálie  | Dwight Yorke Stadium, Bacolet diváci: 8 000 rozhodčí: Jakobsson Kristinn (Iceland) |
| Opabunmi 24' (pen.) Mohammed 81' Temile 85' | Report | Engele 86' | Dwight Yorke Stadium, Bacolet diváci: 8 000 rozhodčí: Jakobsson Kristinn (Iceland) |

| 24. září 2001 16:30              |              |            |                                                                                             |
| Argentina                        | 2:1 (prodl.) | Mali       | Manny Ramjohn Stadium, Marabella diváci: 8 000 rozhodčí: Cardoso Batista Lucilio (Portugal) |
| Gonzalo Rodriguez 38' Fanari 96' | Report       | Diarra 35' | Manny Ramjohn Stadium, Marabella diváci: 8 000 rozhodčí: Cardoso Batista Lucilio (Portugal) |

| 24. září 2001 19:30 |        |                      |                                                                                  |
| Kostarika           | 0:2    | Burkina Faso         | Manny Ramjohn Stadium, Marabella diváci: 8 700 rozhodčí: Attison Harry (Vanuatu) |
|                     | Report | Gorogo 56' Sanou 84' | Manny Ramjohn Stadium, Marabella diváci: 8 700 rozhodčí: Attison Harry (Vanuatu) |

### Semifinále
| 27. září 2001 16:30       |        |           |                                                                                        |
| Francie                   | 2:1    | Argentina | Hasely Crawford Stadium, Port of Spain diváci: 9 200 rozhodčí: Evehe Divine (Cameroon) |
| Le Tallec 56' Berthod 58' | Report | Tévez 49' | Hasely Crawford Stadium, Port of Spain diváci: 9 200 rozhodčí: Evehe Divine (Cameroon) |

| 27. září 2001 19:30 |        |              | |
| Nigérie             | 1:0    | Burkina Faso | Larry Gomes Stadium, Malabar diváci: 7 500 rozhodčí: Richard Contreras Samuel (Dominican Republic) |
| Opabunmi 4' (pen.)  | Report |              | Larry Gomes Stadium, Malabar diváci: 7 500 rozhodčí: Richard Contreras Samuel (Dominican Republic) |

### O 3. místo
| 30. září 2001 15:30 |        |                        |                                                                                     |
| Argentina           | 0:2    | Burkina Faso           | Hasely Crawford Stadium, Port of Spain diváci: 25 000 rozhodčí: Issa Hussein (Iraq) |
|                     | Report | Gorogo 30' Conombo 78' | Hasely Crawford Stadium, Port of Spain diváci: 25 000 rozhodčí: Issa Hussein (Iraq) |

### Finále
| 30. září 2001 18:00                          |        |         | |
| Francie                                      | 3:0    | Nigérie | Hasely Crawford Stadium, Port of Spain diváci: 20 790 rozhodčí: Cardoso Batista Lucilio (Portugal) |
| Sinama-Pongolle 34' Le Tallec 53' Pietre 81' | Report |         | Hasely Crawford Stadium, Port of Spain diváci: 20 790 rozhodčí: Cardoso Batista Lucilio (Portugal) |